# Hand Maid May
Hand Maid May (HAND MAID メイ) é uma série de anime, lançada em 2000 no Japão, com direção de Shinichiro Kimura, escrito por Kazuki Matsui e Jyuzo Matsuki, com animação da Pioneer Animation (atual Geneon Animation), e trilhas sonoras de Toshiro Masuda.
A história se foca no jovem estudante Kazuya Saotome, e sua pequena robô May.Seguindo o estilo de Angelic Layer e Saber Marionetts,Hand Maid May(a mulher do tamanho de uma mão),conta a história de um rapaz que possui uma série de bonecas cibernéticas apaixonadas por ele. O anime não é violento, apesar de existirem algumas mulheres sensuais, como em Vandread e Ah! my Giddess. Não possui cenas mais fortes, portanto, um prato cheio para todas as idades. Esta série faz com você use a imaginação e perceba que não importa o tamanho da pessoa, ela deve ser tratada da mesa forma que as outras. Por fim, Hand Maid May é um anime que apresenta algumas cenas muito emocionantes.